# Euphorbia genistoides
Euphorbia genistoides är en törelväxtart som beskrevs av Peter Jonas Bergius. Euphorbia genistoides ingår i släktet törlar, och familjen törelväxter.

## Underarter
Arten delas in i följande underarter:
- E. g. corifolia
- E. g. genistoides
- E. g. leiocarpa
- E. g. major